# أليساندرو بليتزاري
أليساندرو بليتزاري (بالإيطالية: Alessandro Plizzari)‏ (من مواليد 12 مارس 2000 بكريما في إيطاليا) هو لاعب كرة قدم إيطالي في مركز حراسة المرمى.

## وصلات خارجية
- أليساندرو بليتزاري على موقع الاتحاد الدولي (مؤرشف)  (الإنجليزية)
- أليساندرو بليتزاري على موقع الاتحاد الأوربي (الإنجليزية)
- أليساندرو بليتزاري على موقع قاعدة بيانات كرة القدم.إي يو (الإنجليزية)
- أليساندرو بليتزاري على موقع ليكيب (الفرنسية)
- أليساندرو بليتزاري على موقع Soccerway.com (الإنجليزية)
- أليساندرو بليتزاري على موقع عالم كرة القدم.نت (الإنجليزية)
- أليساندرو بليتزاري على موقع AS.com (الإسبانية)